# Jacob Israel Neubeck
Jacob Israel Neubeck (* 27. Dezember 1565 Basel; † 19. Januar 1594 ebenda) war ein Schweizer Tischler.

## Leben
Jacob Israel war ein Sohn des aus Strasswalchen zugewanderten Tischmachers Vital Neubeck († 1593). Bereits 1590, ein Jahr vor seiner Aufnahme in die Spinnwetternzunft, fertigte er die Kassettendecke im Saal des Spiesshofs. 1593 schuf er das Türgericht im Zunfthaus zu Spinnwettern (heute im Historischen Museum Basel), das ihm als Meisterstück, das erste eines Schreiners in Basel, angerechnet wurde.